# Spin Master
Spin Master (conhecido como Miracle Adventure no Japão) é um jogo eletrônico de side-scroller desenvolvido pela Data East e lançado para Arcade e Sega Genesis em 1993. O jogador controla os personagens Johnny ou Tom para encontrar o tesouro secreto além de salvar a sua namorada Mary que foi sequestrada por um cientista em busca do tesouro.
Em 9 de março de 2010 é revelado que o jogo ganharia uma versão para o Zeebo.